# العلاقات الكويتية اليابانية
العلاقات الكويتية اليابانية، هي العلاقات الخارجية بين الكويت واليابان. ويوجد للكويت سفارة في طوكيو، ولليابان سفارة في مدينة الكويت.

## التاريخ
في ديسمبر 1957، أبرمت اتفاقية بين الجانبين الكويتي والياباني لاكتشاف النفط. بدأ إنتاج النفط في فبراير 1961، وأقيم حفل تصدير أول نفط إلى اليابان بحضور أمير الكويت الشيخ عبد الله السالم، والملك سعود بن عبد العزيز ملك المملكة العربية السعودية.
في 19 يونيو عام 1961، وقع الشيخ عبد الله السالم الصباح لإلغاء اتفاقية الأنجلو- كويتية 1899، معلناً استقلال الكويت عن المملكة المتحدة. في 7 سبتمبر 1961، أصدرت الكويت قانون بوضع علم جديد كرمز للاستقلال. في 24 نوفمبر 1961، أعلنت الكويت عن علم جديد للدولة. منذ ذلك الحين، حافظت الكويت على علاقات دولية قوية مع معظم البلدان، ولا سيما الأمم في العالم العربي. احتياطياتها النفطية الكبيرة يعطيها صوتا بارزا في المحافل الاقتصادية العالمية والمنظمات مثل منظمة أوبك. انضمت الكويت كعضو في الأمم المتحدة وبعض وكالاتها المتخصصة، بما في ذلك البنك الدولي وصندوق النقد الدولي ومنظمة التجارة العالمية والجات وبنك التنمية الأفريقي والصندوق العربي للإنماء الاقتصادي والاجتماعي وجامعة الدول العربية ومجلس الوحدة الاقتصادية العربية ومجموعة ال 77 ومجلس التعاون لدول الخليج العربية ومؤسسة التمويل الدولية ومنظمة العمل الدولية ومنظمة البحرية الدولية واللجنة الأولمبية الدولية والبنك الإسلامي للتنمية وحركة عدم الانحياز ومنظمة التعاون الإسلامي والوكالة الدولية للطاقة الذرية.
في 19 يونيو 1961، اتصلت الكويت باليابان لإقامة علاقات دبلوماسية. في 8 ديسمبر 1961، قرر رئيس الوزراء الياباني -في اجتماع مجلس الوزراء- الاعتراف باستقلال الكويت وقبول تبادل السفراء. في فبراير 1962، وصل أول سفير كويتي إلى طوكيو. في مارس 1963، افتُتحت السفارة اليابانية في الكويت. دعمت اليابان  استقلال الكويت وسيادتها. ولم يتغير هذا الموقف الياباني حتى اليوم. في أكتوبر 1965، زار الشيخ جابر اليابان رسميًا بصفته وزيرًا للمالية. قبل هذه الزيارة توقف الشيخ الجابر في اليابان مع شقيقه الشيخ الصباح في طريقهما للتجول حول العالم في عام 1953. زار الشيخ الصباح الأحمد الجابر الصباح اليابان رسميًا خمس مرات كوزير للخارجية، في أبريل 1964 وفي أكتوبر 1968، وأكتوبر 1971 ومايو 1984 وأكتوبر 1998. في أكتوبر 1998، افتتح معالي الشيخ صباح الأحمد الجابر الصباح، وزير الخارجية معرض "التعرف على الكويت 98"، بحضور صاحب السمو الأمير تاكامادو ومعالي كيزو تاكيمي وزير الدولة للشؤون الخارجية. تم تنظيم المعرض لتسليط الضوء على تاريخ الكويت وثقافتها وإتاحة الفرصة للشعب الياباني فرصًا لمعرفة الكويت وشعبها. في يناير 2001، زار وزير الخارجية الياباني يوهي كونو الكويت؛ للاحتفال بالذكرى الأربعين للعلاقات الدبلوماسية بين البلدين.
في الفترة من عام 2007 وحتى 2010، عُين ماساتوشي موتو سفيرًا لليابان لدى الكويت، والذي تقاعد في أكتوبر 2012 عن العمل الدبلوماسي، ثُم تحول إلى العمل كمحلل وناقد دبلوماسي، ثُم اتجه للكتابة في عام 2015.

### الغزو العراقي 1990[6]
التزمت اليابان بقوانين مجلس الأمن الملزمة بمقاطعة العراق اقتصاديًا رغمًا عن شبح الأزمة النفطية الثالثة وحاجتها الشديدة للنفط، حيث أنها تستورد 12% من حاجتها النفطية من الكويت والعراق وسارعت إلى تطبيق العقوبات الاقتصادية على العراق، فامتنعت عن «استيراد النفط منه، ومنع تصدير السلع الصناعية وغيرها، الواردة في برنامج التعاون الاقتصادي»، وقدِّرت خسائر الشركات اليابانية، نتيجة لتنفيذها قرار المقاطعة، نحو 11.5%، من دخلها، خلال الأيام الأولى للمقاطعة.
ويتلخص موقف اليابان، منذ بدأت الأزمة، وحتى 10 أغسطس 1990، في الآتي: 
- أعلنت اليابان، في 5 أغسطس 1990، أنها ستحظر استيراد النفط من العراق والكويت. وستتخذ إجراءات ملائمة، لوقف الاستثمارات والقروض، وغيرها من المعاملات المالية مع العراق والكويت، وتجميد التعاون الاقتصادي في المجالات الأخرى، مع العراق، وذلك بعد المطالبة بانسحاب القوات العراقية من الكويت. ويأتي هذا الموقف في ضوء قرار مجلس الأمن، الذي فرض العديد من العقوبات، الاقتصادية والعسكرية، ضد العراق، فضلاً عن فرضه حظراً فورياً، وإلزامياً، على نطاق عالمي، على جميع مشتريات النفط، من العراق والكويت المحتلة، ومنع التجارة والمعاملات المالية مع الدولتَين
- طالب رئيس الوزراء الياباني، توشيكي كايفو، خلال المؤتمر الصحفي، الذي عقده، في 6 أغسطس 1990، في مدينة هيروشيما، بانسحاب القوات العراقية من الكويت. كما أصدرت وزارة الخارجية اليابانية بياناً، في 6 أغسطس 1990، يدين الغزو العراقي لدولة الكويت (اُنظر وثيقة بيان وزارة الخارجية اليابانية، الصادر في 6 أغسطس 1990، في شأن إدانة الغزو العراقي للكويت).
- التزمت اليابان، وفقاً لقرار مجلس الأمن رقم 661، بفرض الحظرالاقتصادي على العراق، وتجميد الأموال الكويتية. وصدر بيان وزير الخارجية، تارو ناكاياما، في هذا الشأن، في 7 أغسطس 1990 (اُنظر وثيقة بيان وزير الخارجية الياباني، الصادر في 7 أغسطس 1990، في شأن تنفيذ العقوبات الاقتصادية التي فرضها مجلس الأمن على العراق)

ويجدر بالذكر أن اليابان ساهمت بـ10.012 مليار دولار.

### زلزال اليابان 2011
قامت الكويت بالتبرع بـ5 ملايين برميل نفط لليابان (أي ما يعادل 500 مليون دولار أمريكي) بعد الزلزال الذي تعرضت له بتوجيهات من أمير الكويت الشيخ صباح الأحمد الصباح، وقال عبر وزير النفط الكويتي أحمد العبد الله في كلمته الافتتاحية في اجتماع المائدة المستديرة الرابع لوزراء الطاقة في آسيا عن تعازيه لليابان وقال «جميعنا نشعر بالخسارة ونأمل ان تتخطى اليابان هذه المأساة وتتعافى سريعا»، وقد قام نائب وزير الاقتصاد والتجارة والصناعة الياباني كيرو كيتاغامي بعد وصول الشحنة الأخيرة من التبرعات بتوجيه الشكر والامتنان، وبين أن هذا التبرع سيستغل في «إنعاش المناطق المنكوبة».
في أبريل 2011، قال وزير النفط ووزير الإعلام الشيخ أحمد العبدالله أن مجلس الوزراء وبتوجيهات من صاحب السمو الأمير قرر المساهمة بـ 5 ملايين برميل من النفط الخام والمنتجات البترولية لليابان بعد الزلزال الذي تعرضت له مؤخرا. كما أعرب الشيخ احمد العبدالله خلال كلمته الافتتاحية في اجتماع المائدة المستديرة الرابع لوزراء الطاقة في آسيا عن تعازيه لليابان. كما ثمن نائب وزير الاقتصاد والتجارة والصناعة للشؤون الدولية الياباني هنديشي اوكادا تبرع الكويت بـ 5 ملايين برميل من النفط والمنتجات النفطية لليابان، معربا عن تقدير بلاده لهذه المساهمة «السخية والكريمة» من الكويت.
في الإطار ذاته أعلنت اللجنة الشعبية الكويتية - اليابانية العاملة تحت مظلة جمعية الهلال الأحمر عن فتح باب التبرع لضحايا زلزال اليابان في مقر الجمعية، وقالت اللجنة في بيان صحافي انها ستعقد مؤتمرا صحافياً في مقر جمعية الهلال الاحمر تمهيداً لاطلاق الحملة،وأضافت أن ما يميز حملة التبرعات هذه انها جاءت بمبادرة شعبية من أبناء الكويت الذين تفاعلوا مع الاحداث الاليمة التي ألمت بالشعب الياباني الصديق الذين كانت لدولتهم مواقف مشرفة تجاه الكويت. وذكرت ان الزلزال أسفر عن سقوط آلاف القتلى والجرحى فضلا عن خسائر مادية قدرت بمليارات الدولارات.

## التعاون المشترك بين البلدين
بعد اعتراف اليابان باستقلال الكويت، أوفدت اليابان العديد من البعثات التجارية لبحث سبل التعاون التجاري بين البلدين. في نوفمبر 1995، عُقد أول مؤتمر لرجال الأعمال اليابانيين والكويتيين بالكويت، ثم عُقد بشكل متكرر سنويًا إما في طوكيو أو في الكويت على التوالي. تُعدّ اليابان الدولة الأولى في تصدير منتجات، مثل السيارات والسلع الكهربائية والآلات والصلب والمنسوجات وغيرها، إلى الكويت. بلغ إجمالي المنتجات الواردة 600 مليون دولار أمريكي في عام 2000. ساهمت اليابان بشكل رئيسي على التعاون في التدريب التقني للفنيين الكويتين. أرسلت اليابان 35 متخصصًا إلى الكويت. كما طوّرت اليابان والكويت التبادل الرياضي فيما بينهما، لا سيما في مجال فنون القتال اليابانية التقليدية والجودو.